# Coelho de Souza
José Conceição Pereira Coelho de Souza (Porto Alegre, 27 de outubro de 1898 — Porto Alegre, 12 de março de 1982) foi um advogado, historiógrafo e político brasileiro.
Formou-se advogado aos 26 anos, pela Faculdade de Direito de Porto Alegre e foi eleito para a Assembleia Legislativa do Rio Grande do Sul pelo Partido Republicano Liberal (PRL) em 1935, para o mandato de dois anos (até 1937). Em 1951 assumiu uma cadeira na Câmara Federal, como deputado federal, ocupando a vaga até 1962.
Entre 1937 e 1945 foi secretário de Educação e Cultura do RS. Foi professor da Universidade Federal do Rio Grande do Sul e da Pontifícia Universidade Católica do Rio Grande do Sul, pertenceu ao Instituto Histórico e Geográfico do Rio Grande do Sul e foi eleito para a cadeira n° 23 da Academia Rio-Grandense de Letras em junho de 1968.